# Лимбургерхоф
Лимбургерхоф (нем. Limburgerhof) — община в Германии, в земле Рейнланд-Пфальц. 
Входит в состав района Рейн-Пфальц.  Население составляет 10 834 человека (на 31 декабря 2010 года). Занимает площадь 9,00 км².

## Фотографии

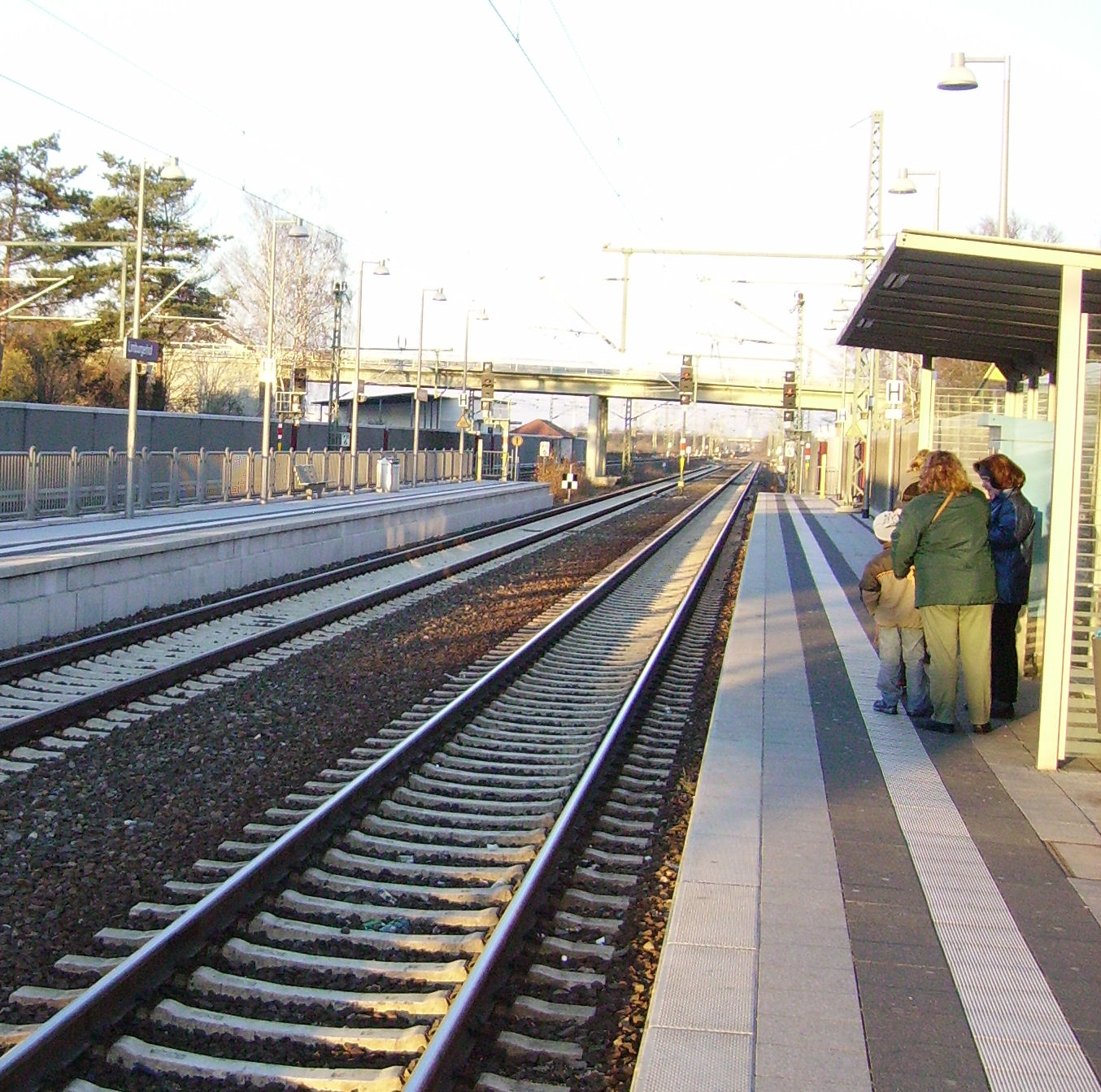
Вокзал
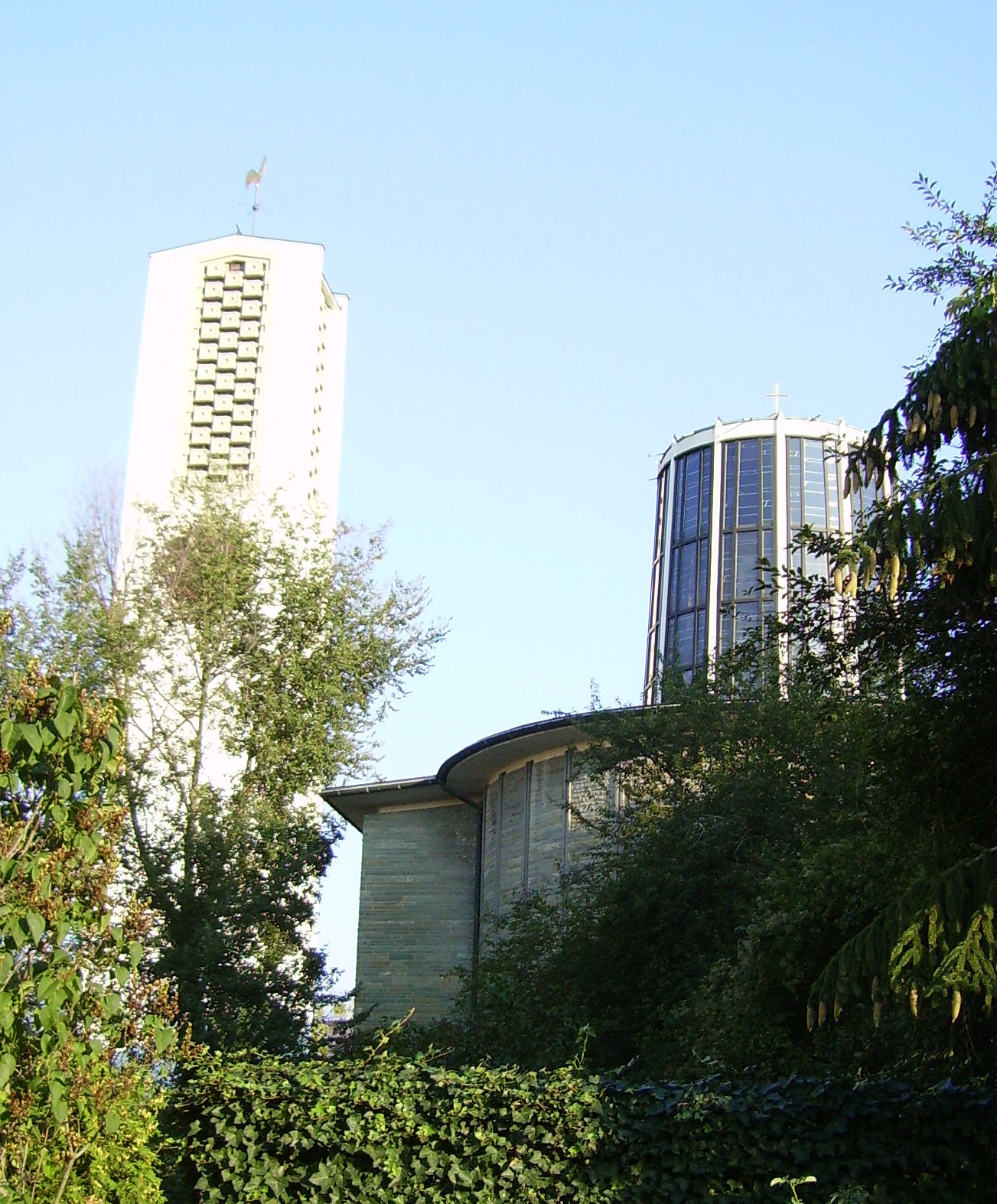
Церковь
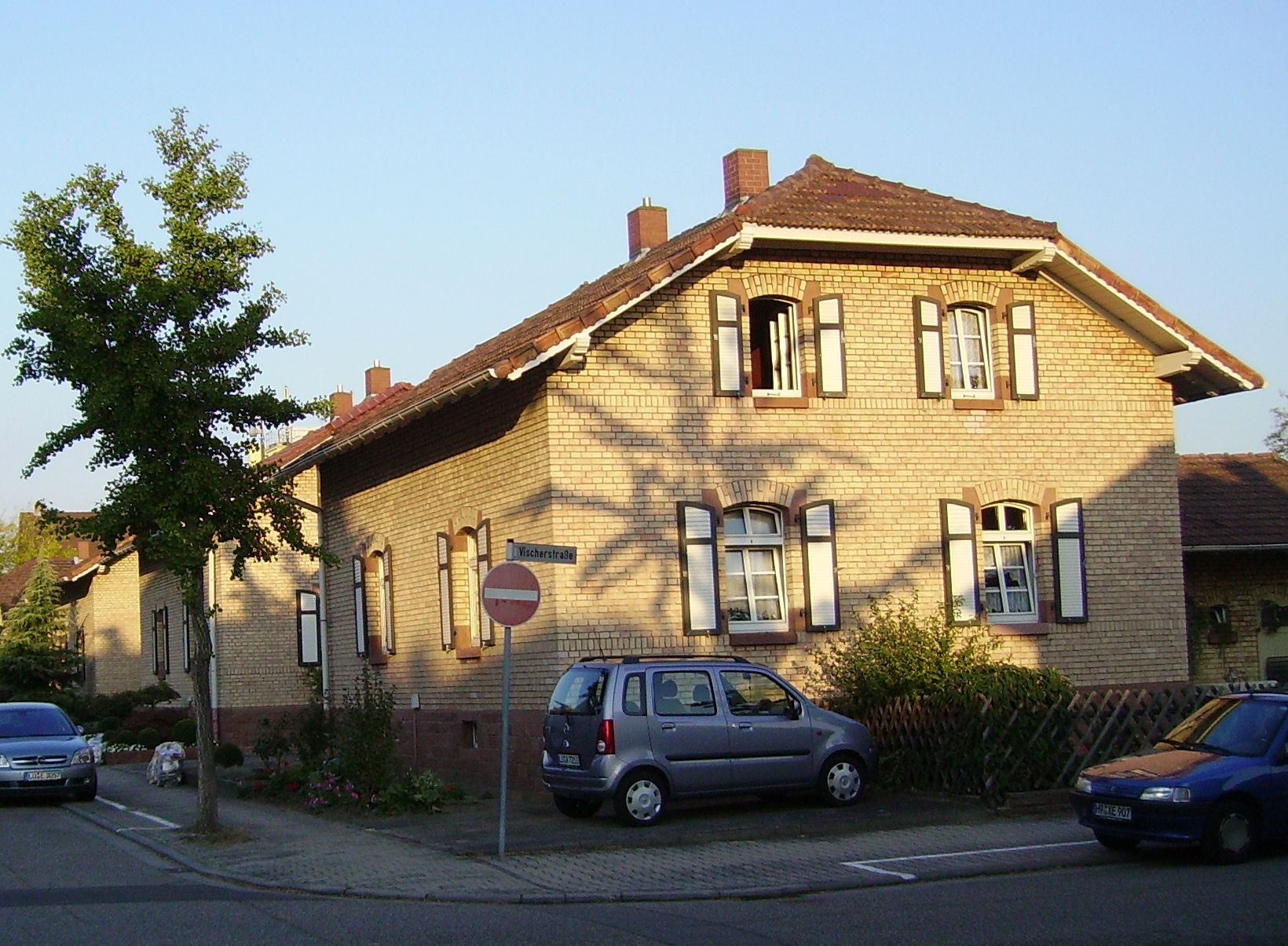
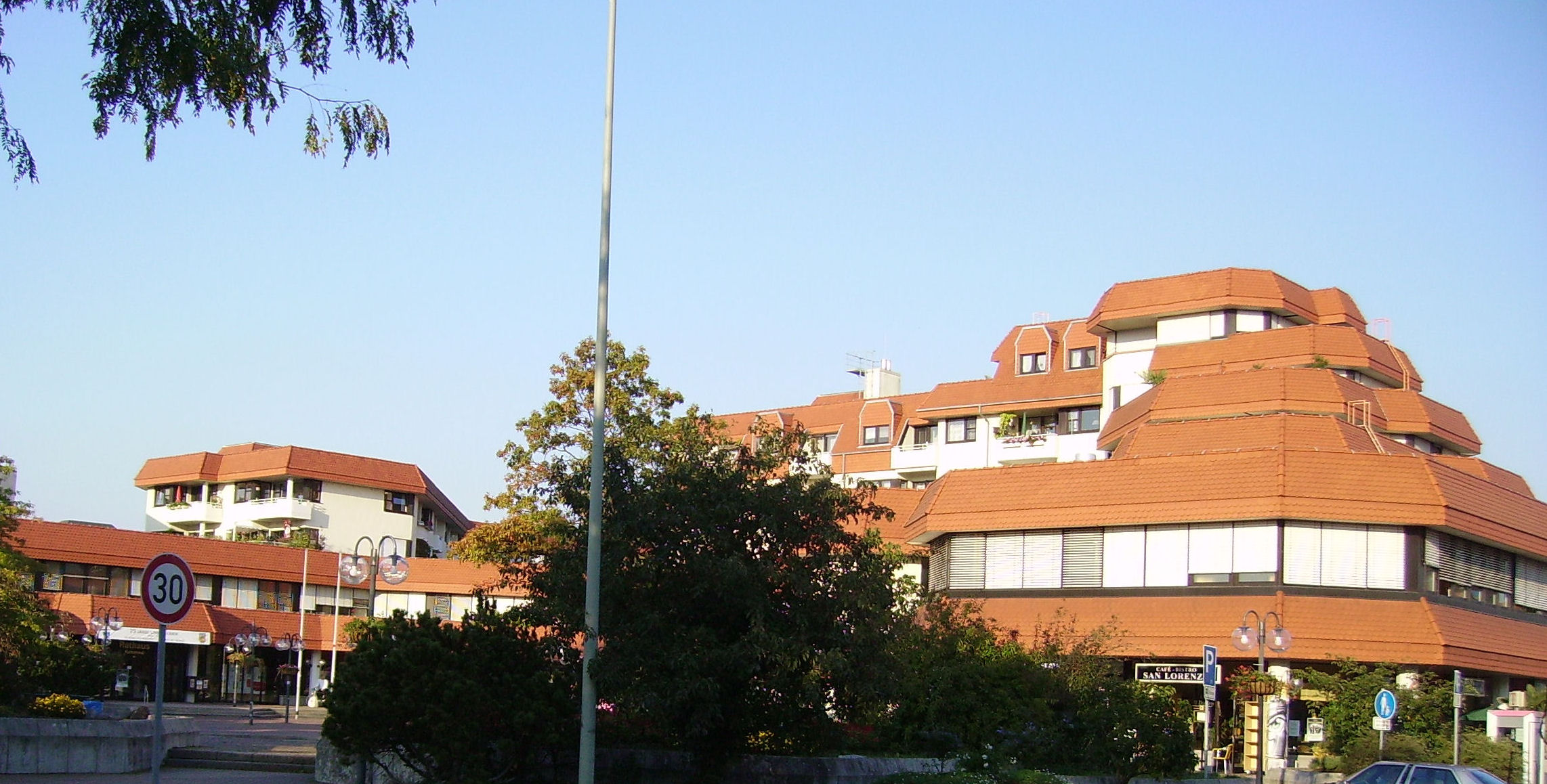
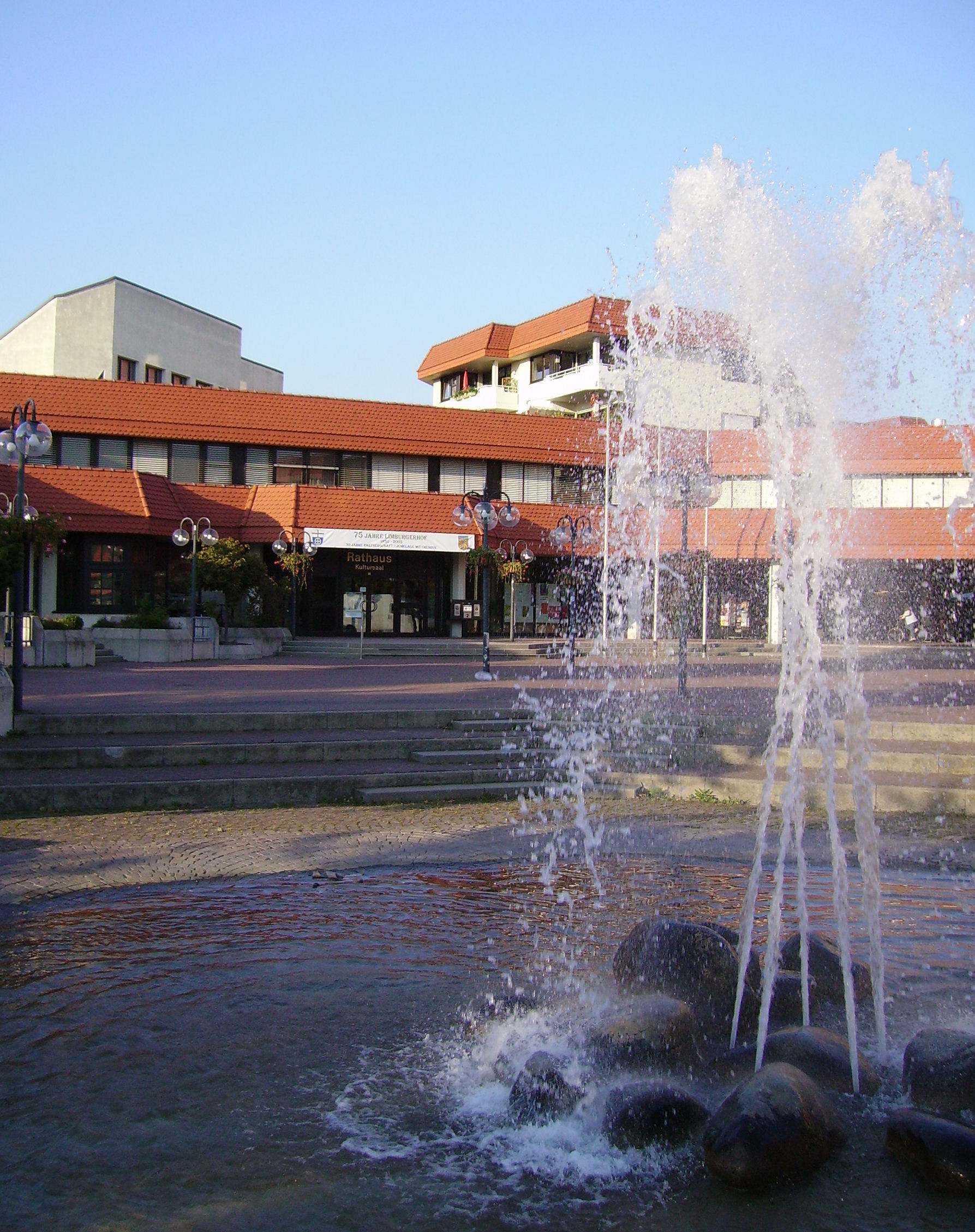
Ратуша
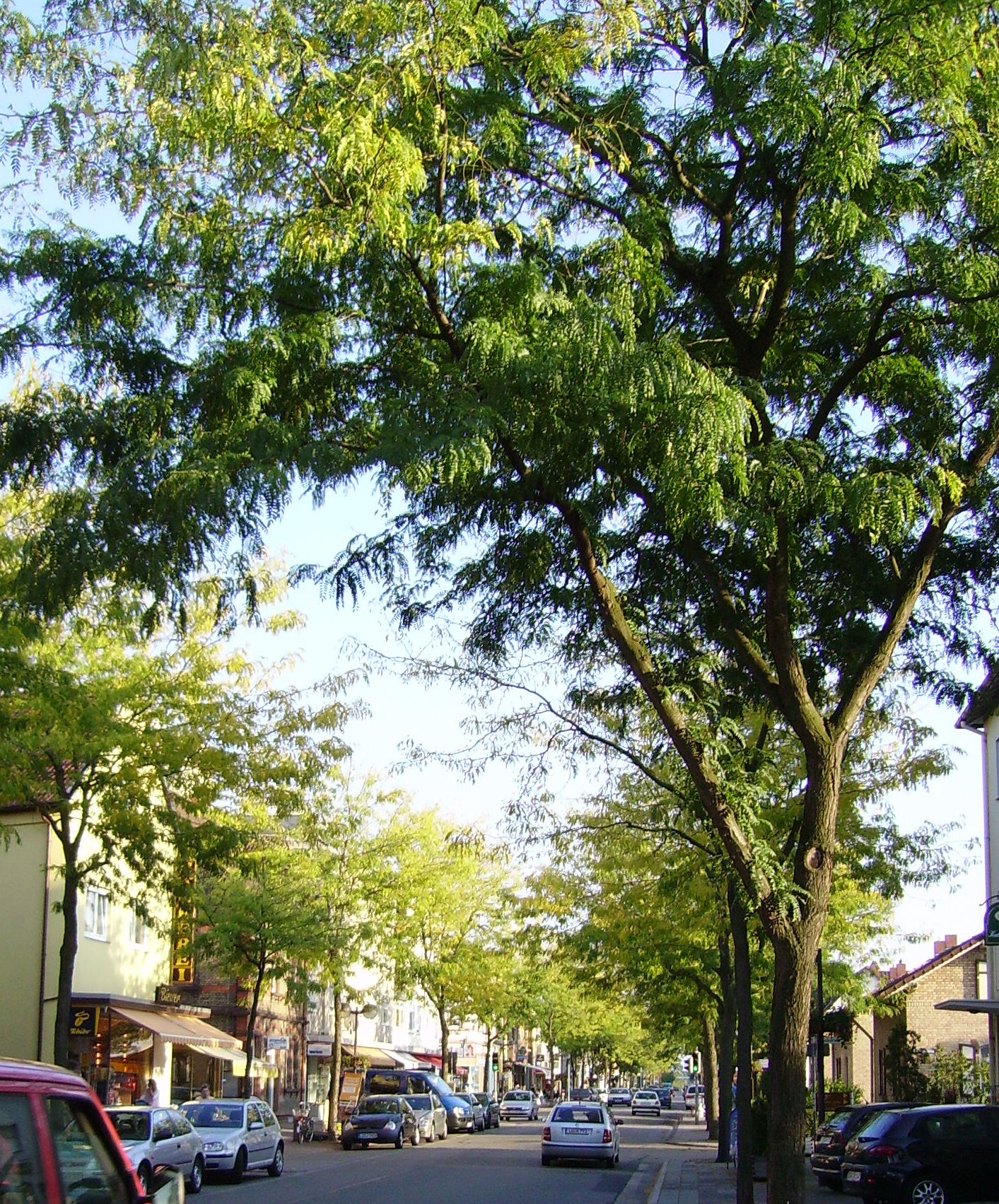
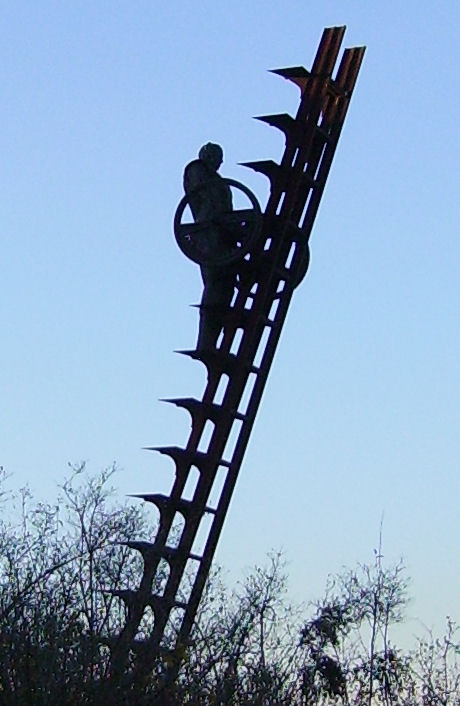
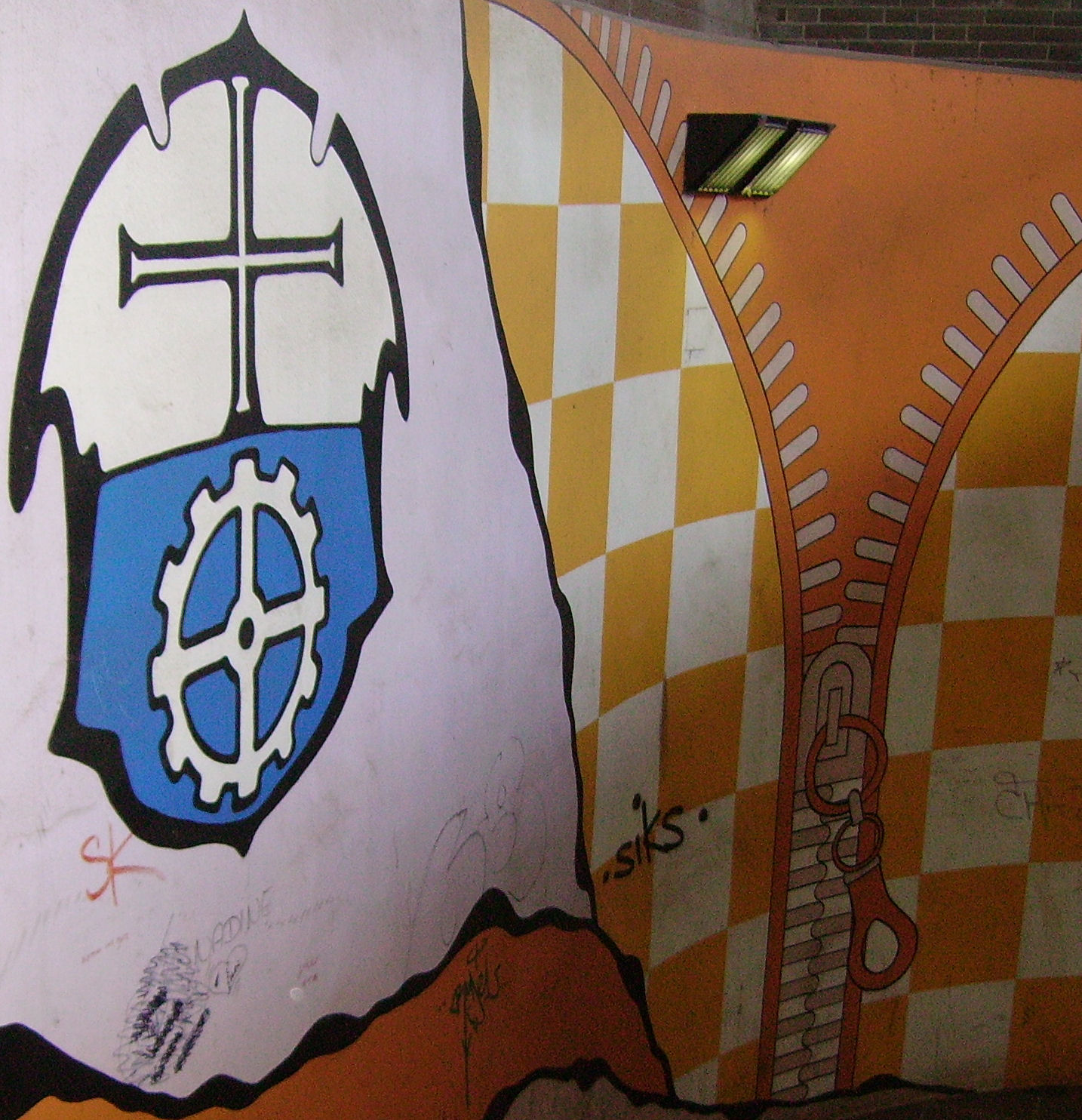
Вокзал